# Турочацький район
Туроча́цький райо́н (рос. Туроча́кский райо́н; алт. Турочак аймак) — район в північно-східній частині Республіки Алтай.
Площа — 11 015 км². Населення 13 тис. осіб. Адміністративний центр — село Турочак, розташоване на правому березі річки Бія у Телецького озера.
У Турочацькому районі компактно проживають кумандінці і челканці.

## Географія
По берегах 70 річок, живлячих Телецьке озеро і річку Бію, розташовані хвойні і листяні ліси, багаті кедровим горіхом, хутровими звірами, лісовими ягодами і грибами. Звідси з 1960-х років до Японії вивозять понад 200 тонн папоротника-орляка, який зараз має стійкий попит і на внутрішньому ринку. У верхів'ях річки Пижі є промислові запаси кам'яного вугілля.

## Історія
В 1922 році була утворена Ойротська автономна область з центром в Улалі. До області спочатку входило 24 волості, кількість яких незабаром скоротилося, а самі вони були перейменовані на аймаки, один з яких був Лебедський.
В 1933 році Лебедський аймак було перейменовано на Турочацький. В 1962–1963 роках аймаки були перейменовані на райони, а їх кількість скорочено до 6.

## Економіка
Основні види виробництва в районі: лісозаготівля, деревопереробка, здобич золота і граніту, бджільництво, молочне скотарство, збір лікарсько-технічної сировини і папороті, виготовлення товарів народного споживання з берести, кедра і ін.

## Туризм і рекреація
На території району розташоване Телецьке озеро (площа близько 230 км²), яке є одним з мальовничих рекреаційних місць не тільки в районі і республіці, але і у всьому Сибіру. Територія, прилегла до Телецького озера, входить до складу Алтайського заповідника.